# Zoltán Pető
Zoltan Petö (Szolnok, 19 september 1974) is een voormalig Hongaarse voetballer (verdediger) die voor Szolnoki MÁV FC uitkomt. Voordien speelde hij voor onder meer Újpest FC, Kayserispor, Verbroedering Geel en FC Brussels.

## Interlandcarrière
Petö speelde negen interlands voor Hongarije. Hij maakte zijn debuut op 26 april 2000 in het vriendschappelijke duel in Belfast tegen Noord-Ierland. Zijn negende en laatste interland speelde hij op 24 mei 2006 in Boedapest tegen Nieuw-Zeeland.

## Carrière
- 1982-1999: Debreceni VSC
- 1999-2000: Verbroedering Geel
- 2000-2002: Újpest FC
- 2002-2003: MTK Hungária FC
- 2003-2004: FC Sopron
- 2004-2005: Kayserispor
- 2005-2008: FC Brussels
- 2008-2009: Felcsut FC
- 2009-2011: Szolnoki MÁV FC